# Mázaszászvár
Mázaszászvár község 1974. december 31-én jött létre a Tolna megyei Máza és a Baranya megyei Szászvár községek egyesítésével, és Baranya megyéhez tartozott.
E községegyesítés 1991. január 1-jén megszűnt, a két község azóta ismét önálló, viszont mindkettő Baranya megyéhez (2023 óta Baranya vármegyéhez) tartozik.
Mázaszászvár egyetlen, a rendszerváltás után megválasztott polgármestere 1990 októbere és az év utolsó napja között a független jelöltként megválasztott Püski Mátyás volt, aki a szétválást követően Szászvár polgármestere maradt; Mázán minden bizonnyal időközi polgármester-választást kellett tartani.